# 松本清張の作品一覧
松本清張の作品一覧（まつもとせいちょうのさくひんいちらん）は、作家の松本清張による作品の一覧・リストである。

## 全集・選集
- 松本清張全集 （全66巻、文藝春秋）
  - 実際には選集。全巻の構成は、本ページ末尾の外部リンク（文藝春秋特設サイト）を参照。
- 松本清張短編全集 （全11巻、カッパ・ノベルス ・光文社文庫）
  - 収録作品は、本ページ推理小説・現代小説（短編小説集）の項目を参照。
- 松本清張小説セレクション （全36巻、中央公論新社）
  - 作家の阿刀田高による選集。

## 小説

### 推理小説・現代小説（長編）
| 書籍タイトル                 | 書籍化 | 出版社・出版形態                                                                    | 連載媒体                                                           | その他備考                                                                    |
| 点と線                       | 1958年 | 光文社 カッパ・ノベルス 新潮文庫 文春文庫 松本清張小説セレクション 松本清張全集など | 旅 1957.2 - 1958.1                                                 |                                                                               |
| 眼の壁                       | 1958年 | 光文社 カッパ・ノベルス 新潮文庫 松本清張小説セレクション 松本清張全集など          | 週刊読売 1957.4.14 - 12.29                                         |                                                                               |
| 蒼い描点                     | 1959年 | 光文社 カッパ・ノベルス 新潮文庫など                                                | 週刊明星 1958.7.27 - 1959.8.30                                     |                                                                               |
| 小説帝銀事件                 | 1959年 | 文藝春秋新社 角川文庫 松本清張全集など                                              | 文藝春秋 1959.5 - 7                                                | 第16回文藝春秋読者賞受賞作                                                    |
| ゼロの焦点                   | 1959年 | カッパ・ノベルス 新潮文庫 松本清張小説セレクション 松本清張全集など                 | 太陽1958.1・2 同誌休刊後、宝石 1958.3 - 1960.1                     | 太陽連載時の旧題「虚線」 宝石連載時の旧題「零の焦点」 カッパ・ノベルスの第1作 |
| 黒い樹海                     | 1960年 | 講談社 カッパ・ノベルス 講談社文庫など                                              | 婦人倶楽部 1958.10 - 1960.6                                        |                                                                               |
| 波の塔                       | 1960年 | カッパ・ノベルス 文春文庫 松本清張小説セレクション 松本清張全集など                 | 女性自身 1959.5.29 - 1960.6.15                                     |                                                                               |
| 歪んだ複写                   | 1961年 | 新潮社 カッパ・ノベルス 新潮文庫 松本清張小説セレクション 松本清張全集など          | 小説新潮 1959.6 - 1960.12                                          |                                                                               |
| 霧の旗                       | 1961年 | 中央公論社 新潮文庫 角川文庫 松本清張小説セレクション 松本清張全集など              | 婦人公論 1959.7 - 1960.3                                           |                                                                               |
| 影の地帯                     | 1961年 | カッパ・ノベルス 新潮文庫など                                                       | 河北新報他 1959.5.20 - 1960.6.1                                    |                                                                               |
| 黄色い風土                   | 1961年 | 講談社 カッパ・ノベルス 講談社文庫など                                              | 北海道新聞・夕刊他 1959.5.22 - 1960.8.7                            | 旧題「黒い風土」                                                              |
| 考える葉                     | 1961年 | 角川書店 カッパ・ノベルス 角川文庫 光文社文庫など                                   | 週刊読売 1960.4.3 - 1961.2.19                                      |                                                                               |
| 砂の器                       | 1961年 | カッパ・ノベルス 新潮文庫 松本清張小説セレクション 松本清張全集など                 | 読売新聞・夕刊 1960.5.17 - 1961.4.20                               |                                                                               |
| わるいやつら                 | 1961年 | 新潮社 カッパ・ノベルス 新潮文庫 松本清張全集など                                   | 週刊新潮 1960.1.11 - 1961.6.5                                      |                                                                               |
| 黒い福音                     | 1961年 | 中央公論社 新潮文庫 角川文庫 松本清張全集など                                       | 週刊コウロン 1959.11.3 - 1960.5.7                                  | 『ヒッチコック・マガジン』年間第1位                                           |
| 高校殺人事件                 | 1961年 | カッパ・ノベルス 文春文庫 光文社文庫など                                            | 高校上級コース 1959.11 - 1960.3 高校コース 1960.4 - 1961.3         | 旧題「赤い月」                                                                |
| 球形の荒野                   | 1962年 | 文藝春秋新社 カッパ・ノベルス 文春文庫 松本清張小説セレクション 松本清張全集など    | オール讀物 1960.1 - 1961.12                                        |                                                                               |
| 風の視線                     | 1962年 | カッパ・ノベルス 文春文庫 光文社文庫など                                            | 女性自身 1961.1.3 - 12.18                                          |                                                                               |
| 不安な演奏                   | 1962年 | ポケット文春 カッパ・ノベルス 文春文庫 松本清張全集など                             | 週刊文春 1961.3.13 - 12.25                                         |                                                                               |
| 深層海流                     | 1962年 | 文藝春秋新社 松本清張全集など                                                       | 文藝春秋 1961.1 - 12                                               | 日本ジャーナリスト会議賞受賞作                                                |
| 時間の習俗                   | 1962年 | カッパ・ノベルス 新潮文庫 松本清張小説セレクション 松本清張全集など                 | 旅 1961.5 - 1962.11                                                | 『ヒッチコック・マガジン』年間第3位 『点と線』の三原警部補＆鳥飼刑事再登場    |
| 連環                         | 1962年 | 講談社 講談社ロマン・ブックス カッパ・ノベルス 講談社文庫 松本清張全集など          | 日本 1961.1 - 1962.10                                              |                                                                               |
| 落差                         | 1963年 | 文藝春秋新社 角川文庫 講談社文庫 松本清張全集など                                   | 読売新聞 1961.11.12 - 1962.11.21                                   |                                                                               |
| 水の炎                       | 1963年 | カッパ・ノベルス 角川文庫など                                                       | 女性自身 1962.1.1 - 12.17                                          |                                                                               |
| 神と野獣の日                 | 1963年 | カッパ・ノベルス 角川文庫 講談社文庫など                                            | 女性自身 1963.2.18 - 6.24                                          |                                                                               |
| 彩霧                         | 1964年 | ポケット文春 カッパ・ノベルス 文春文庫 光文社文庫 松本清張全集など                  | オール讀物 1963.1 - 12                                             |                                                                               |
| けものみち                   | 1964年 | 新潮社 カッパ・ノベルス 新潮文庫 松本清張全集など                                   | 週刊新潮 1962.1.8 - 1963.12.30                                     |                                                                               |
| 花実のない森                 | 1964年 | カッパ・ノベルス 文春文庫 光文社文庫など                                            | 婦人画報 1962.9 - 63.8                                             | 旧題「黄色い杜」                                                              |
| 北の詩人                     | 1964年 | 中央公論社 カッパ・ノベルス 角川文庫 松本清張全集など                               | 中央公論 1962.1 - 1963.5                                           |                                                                               |
| 山峡の章                     | 1965年 | カッパ・ノベルス 角川文庫 光文社文庫など                                            | 主婦の友 1960.6 - 1961.12                                          | 旧題「氷の燈火」                                                              |
| 草の陰刻                     | 1965年 | 講談社 講談社ロマン・ブックス 講談社文庫 松本清張全集など                           | 読売新聞 1964.5.16 - 1965.5.22                                     |                                                                               |
| 溺れ谷                       | 1966年 | 新潮社 カッパ・ノベルス 新潮文庫 光文社文庫など                                     | 小説新潮 1964.1 - 1965.2                                           |                                                                               |
| 蒼ざめた礼服                 | 1966年 | カッパ・ノベルス 新潮文庫など                                                       | サンデー毎日 1961.1.1 - 1962.3.25                                  |                                                                               |
| 半生の記                     | 1966年 | 河出書房新社 新潮文庫 松本清張全集など                                              | 文藝 1963.8 - 1965.1                                               | 旧題「回想的自叙伝」                                                          |
| 花氷                         | 1966年 | 講談社 講談社ロマン・ブックス 講談社文庫 光文社文庫など                             | 小説現代 1965.1 - 1966.5                                           |                                                                               |
| 砂漠の塩                     | 1967年 | 中央公論社 新潮文庫 松本清張小説セレクション 松本清張全集など                       | 婦人公論 1965.9 - 1966.11                                          | 第5回婦人公論読者賞受賞作                                                     |
| 葦の浮船                     | 1967年 | 講談社 講談社ロマン・ブックス 角川文庫など                                          | 婦人倶楽部 1966.1 - 1967.4                                         |                                                                               |
| 地の骨                       | 1967年 | 新潮社 カッパ・ノベルス 新潮文庫 光文社文庫 松本清張全集など                        | 週刊新潮 1964.11.9 - 1966.6.11                                     |                                                                               |
| 二重葉脈                     | 1967年 | カッパ・ノベルス 角川文庫 光文社文庫など                                            | 読売新聞 1966.3.11 - 1967.4.17                                     |                                                                               |
| Dの複合                      | 1968年 | カッパ・ノベルス 新潮文庫 松本清張小説セレクション 松本清張全集など                 | 宝石 1965.10 - 1968.3                                              |                                                                               |
| 中央流沙                     | 1968年 | 河出書房新社 中公文庫 講談社文庫 光文社文庫 松本清張全集など                        | 社会新報 1965.10 - 1966.11                                         |                                                                               |
| 人間水域                     | 1970年 | ノン・ブック 角川文庫 祥伝社文庫など                                                | マイホーム 1961.12 - 1963.4                                        |                                                                               |
| 強き蟻                       | 1971年 | 文藝春秋 カッパ・ノベルス 文春文庫 松本清張小説セレクション 松本清張全集など        | 文藝春秋 1970.1 - 1971.3                                           |                                                                               |
| 梅雨と西洋風呂               | 1971年 | カッパ・ノベルス 文春文庫 光文社文庫 松本清張全集など                               | 週刊朝日 1970.7.17 - 12.11                                         | 「黒の図説」第6話                                                             |
| 聞かなかった場所             | 1971年 | カッパ・ノベルス 角川文庫 松本清張全集など                                          | 週刊朝日 1970.12.18 - 1971.4.30                                    | 「黒の図説」第7話                                                             |
| 遠い接近                     | 1972年 | カッパ・ノベルス 文春文庫 松本清張全集など                                          | 週刊朝日 1971.8.6 - 1972.4.21                                      | 「黒の図説」第9話                                                             |
| 喪失の儀礼                   | 1972年 | 新潮社 新潮文庫 松本清張小説セレクション 松本清張全集など                           | 小説新潮 1969.1 - 12                                               | 旧題「処女空間」                                                              |
| 屈折回路                     | 1973年 | 松本清張全集 文藝春秋 文春文庫 松本清張小説セレクションなど                         | 文學界 1963.3 - 1965.2                                             |                                                                               |
| 象の白い脚                   | 1973年 | 松本清張全集 文春文庫 カッパ・ノベルス 光文社文庫 小学館など                        | 別册文藝春秋 1969.8 - 1970.8                                       | 旧題「象と蟻」                                                                |
| 砂の審廷                     | 1973年 | 松本清張全集 ちくま文庫など                                                         | 別册文藝春秋 1970.12 - 1971.9                                      |                                                                               |
| 風の息                       | 1974年 | 朝日新聞社 文春文庫 小学館 松本清張全集など                                         | 赤旗 1972.2.15 - 1973.4.13                                         |                                                                               |
| 告訴せず                     | 1974年 | カッパ・ノベルス 文春文庫 光文社文庫 松本清張小説セレクション 松本清張全集など      | 週刊朝日 1973.1.12 - 11.30                                         | 「黒の挨拶」第1話として連載                                                   |
| 混声の森                     | 1975年 | 角川書店 カッパ・ノベルス 角川文庫 光文社文庫など                                   | 信濃毎日新聞（夕刊）他 1967.8.25 - 1968.9.2                        |                                                                               |
| 火の路                       | 1975年 | 文藝春秋 カッパ・ノベルス 文春文庫 松本清張全集など                                 | 朝日新聞 1973.6.16 - 1974.10.13                                    | 旧題「火の回路」                                                              |
| 黒の回廊                     | 1976年 | 文藝春秋 カッパ・ノベルス 文春文庫 光文社文庫など                                   | 松本清張全集月報 1971.4 - 1974.5                                   |                                                                               |
| ガラスの城                   | 1976年 | 講談社 講談社文庫 松本清張小説セレクション 松本清張全集など                         | 若い女性 1962.1 - 1963.6                                           |                                                                               |
| 渡された場面                 | 1976年 | 新潮社 新潮文庫 松本清張小説セレクション 松本清張全集など                           | 週刊新潮 1976.1.1 - 7.15                                           | 「禁忌の連歌」第1話                                                           |
| 棲息分布                     | 1977年 | 講談社 講談社文庫 文春文庫 松本清張全集など                                         | 週刊現代 1966.1.1 - 1967.2.16                                      |                                                                               |
| 渦                           | 1977年 | 日本経済新聞社 新潮文庫 松本清張全集など                                            | 日本経済新聞 1976.3.18 - 1977.1.8                                  | 「黒の線刻画」第2話                                                           |
| 風紋                         | 1978年 | 講談社 講談社文庫 光文社文庫 松本清張小説セレクション 松本清張全集など              | 現代 1967.1 - 1968.6                                               | 旧題「流れの結象」                                                            |
| 空の城                       | 1978年 | 文藝春秋 文春文庫 松本清張小説セレクション 松本清張全集など                         | 文藝春秋 1978.1 - 8                                                |                                                                               |
| 天才画の女                   | 1979年 | 新潮社 新潮文庫 松本清張全集など                                                    | 週刊新潮 1978.3.16 - 10.12                                         | 「禁忌の連歌」第3話                                                           |
| 雑草群落                     | 1979年 | カッパ・ノベルス 文春文庫 光文社文庫 松本清張全集など                               | 東京新聞他 1965.6.18 - 1966.7.7                                    | 旧題「風圧」                                                                  |
| 白と黒の革命                 | 1979年 | 文藝春秋 文春文庫 小学館 松本清張全集など                                           | 文藝春秋 1979.6 - 12                                               |                                                                               |
| 黒革の手帖                   | 1980年 | 新潮社 新潮文庫 松本清張全集など                                                    | 週刊新潮 1978.11.16 - 1980.2.14                                    | 「禁忌の連歌」第4話                                                           |
| 十万分の一の偶然             | 1981年 | 文藝春秋 文春文庫 松本清張全集など                                                  | 週刊文春 1980.3.20 - 1981.2.26                                     | 週刊文春「傑作ミステリーベスト10」年間第5位                                   |
| 地の指                       | 1981年 | カドカワノベルズ 角川文庫 光文社文庫など                                            | 週刊サンケイ 1962.1.8 - 12.31                                      |                                                                               |
| 夜光の階段                   | 1981年 | 新潮社 新潮文庫 松本清張全集など                                                    | 週刊新潮 1969.5.10 - 1970.9.26                                     | 旧題「ガラスの鍵」                                                            |
| 殺人行おくのほそ道           | 1982年 | 講談社ノベルス 講談社文庫 光文社文庫など                                            | ヤングレディ 1964.7.6 - 1965.8.23                                  | 旧題「風炎」                                                                  |
| 死の発送                     | 1982年 | カドカワノベルズ 角川文庫 中公文庫など                                              | 週刊公論 1961.4.10 - 8.21 同誌休刊後、 小説中央公論 1962.5・10・12 | 別題「渇いた配色」                                                            |
| 湖底の光芒                   | 1983年 | 講談社ノベルス 講談社文庫 光文社文庫など                                            | 小説現代 1963.2 - 1964.5                                           | 旧題「石路」                                                                  |
| 彩り河                       | 1983年 | 文藝春秋 文春文庫 松本清張全集など                                                  | 週刊文春 1981.5.28 - 1983.3.10                                     |                                                                               |
| 迷走地図                     | 1983年 | 新潮社 新潮文庫 松本清張全集など                                                    | 朝日新聞 1982.2.8 - 1983.5.5                                       |                                                                               |
| 翳った旋舞                   | 1983年 | カドカワノベルズ 角川文庫 光文社文庫など                                            | 女性セブン 1963.5.5 - 10.23                                        |                                                                               |
| 塗られた本                   | 1984年 | 講談社ノベルス 講談社文庫など                                                       | 婦人倶楽部 1962.1 - 1963.5                                         |                                                                               |
| 網                           | 1984年 | 光文社文庫など                                                                      | 日本経済新聞 1975.3.9 - 1976.3.17                                  | 「黒の線刻画」第1話                                                           |
| 美しき闘争                   | 1984年 | カドカワノベルズ 角川文庫など                                                       | 京都新聞他 1962.1.11 - 10.4                                        |                                                                               |
| 熱い絹                       | 1985年 | 講談社 講談社文庫 松本清張全集など                                                  | 小説現代 1972.2 - 1974.12 中絶後、報知新聞 1983.8.15 - 1984.12.30  |                                                                               |
| 幻華                         | 1985年 | 文藝春秋 文春文庫など                                                               | オール讀物 1983.2 - 1984.6                                         |                                                                               |
| 紅い白描                     | 1985年 | 中公文庫 角川文庫など                                                               | マドモアゼル 1961.7 - 1962.12                                      |                                                                               |
| 聖獣配列                     | 1986年 | 新潮社 新潮文庫 文春文庫 松本清張全集など                                           | 週刊新潮 1983.9.1 - 1985.9.19                                      |                                                                               |
| 霧の会議                     | 1987年 | 文藝春秋 文春文庫 光文社文庫 松本清張全集など                                       | 読売新聞 1984.9.11 - 1986.9.20                                     |                                                                               |
| 数の風景                     | 1987年 | 朝日新聞社 角川文庫 光文社文庫 松本清張全集など                                     | 週刊朝日 1986.3.7 - 1987.3.27                                      | 「歌のない歌集」第1話                                                         |
| 黒い空                       | 1988年 | 朝日新聞社 角川文庫 松本清張全集など                                                | 週刊朝日 1987.8.7 - 1988.3.25                                      | 「歌のない歌集」第2話                                                         |
| 状況曲線                     | 1988年 | 新潮社 新潮文庫など                                                                 | 週刊新潮 1976.7.29 - 1978.3.9                                      | 「禁忌の連歌」第2話                                                           |
| 赤い氷河期                   | 1989年 | 新潮社 新潮文庫 松本清張全集など                                                    | 週刊新潮 1988.1.7 - 1989.3.9                                       | 旧題「赤い氷河-ゴモラに死を」                                                 |
| 詩城の旅びと                 | 1989年 | 日本放送出版協会 文春文庫 小学館 松本清張全集など                                   | 月刊ウィークス 1988.1 - 1989.10                                    |                                                                               |
| 一九五二年日航機「撃墜」事件 | 1992年 | 角川書店 角川文庫など                                                               | -                                                                  | 生前刊行最後の長編                                                            |
| 犯罪の回送                   | 1992年 | 角川書店 角川文庫など                                                               | 小説新潮 1962.1 - 1963.1                                           | 旧題「対曲線」を改稿 没後出版                                                 |
| 隠花平原                     | 1993年 | 新潮社 新潮文庫など                                                                 | 週刊新潮 1967.1.7 - 1968.3.16                                      | 没後出版                                                                      |
| 神々の乱心                   | 1997年 | 文藝春秋 文春文庫など                                                               | 週刊文春 1990.3.29 - 1992.5.21 →病気のため休載                     | 絶筆・未完                                                                    |

### 推理小説・現代小説（短編小説集）
- 歴史小説・時代小説・伝奇小説のみで構成される作品集は、下の歴史小説・時代小説・伝奇小説（短編小説集）を参照。
- 現在市販されている短編集は、最初の書籍化当時とは異なる組み合わせで編集されたものが多い。個々作品集の収録作には重複等があることを留意されたい。
- 1957年までのデータは特に山前譲 「『点と線』以前の初期単行本」（『松本清張研究』Vol2（砂書房）に収録）に拠った。

| 書籍タイトル                              | 収録作品                                                                                                | 書籍化 | 出版社・出版形態                                                                           | 連載媒体                                                                      | その他備考 |
| 戦国権謀                                  | 或る「小倉日記」伝 梟示抄 戦国権謀 啾々吟 英雄愚心 菊枕                                                 | 1953年 | 文藝春秋新社 新潮文庫 角川文庫 光文社文庫など                                              | 三田文学 1952.9 文藝春秋 1953.8 別册文藝春秋 1953.2・4・8他                   | 清張最初の単行本 『或る「小倉日記」伝』により、第28回芥川賞受賞                                                                                          |
| 悪魔にもとめる女                          | 赤いくじ 青春の彷徨 火の記憶 恐喝者 恋情 悪魔にもとめる女                                               | 1955年 | 鱒書房コバルト新書 新潮文庫 角川文庫 光文社文庫など                                        | オール讀物 1954.3・9、1955.6 三田文学 1955.3 小説公園 1955.1他                | 「赤いくじ」の旧題「赤い籤」 「青春の彷徨」の旧題「死神」 「火の記憶」は「記憶」を改題・改稿 「恐喝者」の旧題「脅喝者」 表題作は後に「距離の女囚」と改題 |
| 顔                                        | 顔 殺意 なぜ「星図」が開いていたか 反射 市長死す 張込み                                                 | 1956年 | 講談社ロマン・ブックス 講談社文庫 新潮文庫 角川文庫 双葉文庫など                           | 小説新潮 1955.12、1956.4・8・9 週刊新潮 1956.8.20 別冊小説新潮 1956.10        | 本短編集により、第10回日本探偵作家クラブ賞受賞 |
| 風雪                                      | 断碑 石の骨 笛壺 菊枕 父系の指 或る「小倉日記」伝                                                       | 1956年 | 角川小説新書 角川文庫 新潮文庫 光文社文庫など                                              | 文藝春秋 1953.8、1955.6 別册文藝春秋 1954.12、1955.10 新潮 1955.9他           | 「断碑」の旧題「風雪断碑」 |
| 森鷗外・松本清張集 （文芸推理小説選集１） | 顔 声 金庫 詩と電話 共犯者 火の記憶 鷗外の暗示                                                          | 1957年 | 文芸評論社 新潮文庫 角川文庫など                                                           | オール讀物 1956.8 小説新潮 1957.1 週刊読売 1956.11.18他                       | 森鷗外作品と併載した短編集 エッセイ「鷗外の暗示」を併載                                                                                                  |
| 白い闇                                    | 白い闇 一年半待て 地方紙を買う女 共犯者 声                                                              | 1957年 | 角川小説新書 角川文庫 新潮文庫 光文社文庫など                                              | 小説新潮 1957.4・8他                                                          | 2冊目の推理短編集 |
| 詐者の舟板                                | 捜査圏外の条件 青のある断層 発作 喪失 鬼畜 カルネアデスの舟板                                           | 1957年 | 筑摩書房 新潮文庫 講談社文庫 光文社文庫など                                                | 文學界 1957.8 別册文藝春秋 1957.4・8 オール讀物 1955.11他                     | 短編集タイトルは「カルネアデスの舟板」の別題 |
| 黒地の絵                                  | 黒地の絵 ある小官僚の抹殺 亀五郎犯罪誌 日光中宮祠事件 額と歯 上申書                                     | 1958年 | 光文社 新潮文庫 講談社文庫など                                                             | 新潮 1958.3・4 別册文藝春秋 1958.2他                                          | |
| 装飾評伝                                  | 装飾評伝 点 春の血 賞 八十通の遺書 背広服の変死者 九十九里浜 旅さき 途上                                | 1958年 | 筑摩書房 新潮文庫 角川文庫など                                                             | 文藝春秋 1958.6 中央公論 1958.1他                                             | |
| 危険な斜面                                | 危険な斜面 二階 巻頭句の女 失敗 拐帯行 投影                                                             | 1959年 | 東京創元社 文春文庫 新潮文庫など                                                           | オール讀物 1959.2 小説新潮 1958.7 講談倶楽部 1957.7他                         | |
| 黒い画集1                                 | 遭難 坂道の家                                                                                           | 1959年 | 光文社 新潮文庫 カッパ・ノベルス 松本清張全集など                                          | 週刊朝日 1958.10.5 - 12.14 1959.1.4 - 4.19                                    | 「遭難」は「黒い画集」第1話 「坂道の家」は「黒い画集」第3話                                                                                              |
| 真贋の森                                  | 真贋の森 上申書 剥製 愛と空白の共謀 空白の意匠                                                          | 1959年 | 中央公論社 中公文庫など                                                                    | 別册文藝春秋 1958.6 女性自身 1958.12.12他                                     | |
| 紙の牙                                    | 紙の牙 弱味 支払い過ぎた縁談 遠くからの声 氷雨 箱根心中 情死傍観 尊厳                                   | 1959年 | 東都書房 新潮文庫など                                                                      | 週刊新潮 1957.12.2他                                                          | |
| 黒い画集2                                 | 紐 天城越え 証言 寒流                                                                                   | 1959年 | 光文社 新潮文庫 カッパ・ノベルス 松本清張全集など                                          | サンデー毎日特別号 1959.11 週刊朝日 1958.12.21 - 12.28 1959.6.14 - 11.29      | 「証言」は「黒い画集」第2話 「紐」は「黒い画集」第5話 「寒流」は「黒い画集」第6話                                                                        |
| 黒い画集3                                 | 凶器 濁った陽 草                                                                                        | 1960年 | 光文社 新潮文庫 カッパ・ノベルス 松本清張全集など                                          | 週刊朝日 1959.12.6 - 1960.6.19                                                | 「凶器」は「黒い画集」第7話 「濁った陽」は「黒い画集」第8話 「草」は「黒い画集」第9話                                                                    |
| 影の車                                    | 潜在光景 典雅な姉弟 万葉翡翠 鉢植を買う女 薄化粧の男 確証 田舎医師                                      | 1961年 | 中央公論社 角川文庫 中公文庫 新潮文庫 光文社文庫 松本清張小説セレクション 松本清張全集など | 婦人公論 1961.1 - 7                                                           | |
| 駅路                                      | 駅路 誤差 部分 偶数 小さな旅館 失踪                                                                     | 1961年 | 文藝春秋新社 新潮文庫 松本清張小説セレクション 松本清張全集など                            | サンデー毎日 1960.8.7他                                                       | |
| 松本清張短篇総集                          | 厭戦 老春 鴉 (他計43編)                                                                                 | 1963年 | 講談社                                                                                     | 新潮 1961.11他                                                                | |
| 事故 -別冊黒い画集1                       | 事故 熱い空気                                                                                           | 1963年 | ポケット文春 文春文庫など                                                                  | 週刊文春 1962.12.31・1963.1.7 合併号 - 1963.7.8                               | 「事故」は「別冊黒い画集」第1話 「熱い空気」は「別冊黒い画集」第2話                                                                                      |
| 眼の気流                                  | 眼の気流 暗線 結婚式 たづたづし 影                                                                      | 1963年 | 新潮社 新潮文庫 文春文庫など                                                               | オール讀物 1962.3他                                                           | |
| 西郷札 (松本清張短編全集1)                | 西郷札 くるま宿 或る「小倉日記」伝 火の記憶 啾々吟 戦国権謀 白梅の香 情死傍観                           | 1963年 | カッパ・ノベルス 光文社文庫 新潮文庫 角川文庫など                                          | 週刊朝日別冊 1951.3他                                                         | |
| 青のある断層 (松本清張短編全集2)          | 青のある断層 赤いくじ 権妻 梟示抄 酒井の刃傷 面貌 山師 特技                                             | 1963年 | カッパ・ノベルス 光文社文庫 新潮文庫など                                                   | オール讀物 1955.11他                                                          | |
| 相模国愛甲郡中津村                        | 浮遊昆虫 閉鎖 皿倉学説 相模国愛甲郡中津村 振幅                                                          | 1964年 | 文藝春秋新社 文春文庫 角川文庫 松本清張全集など                                            | 別册文藝春秋 1961.6・1963.6他                                                 | |
| 張込み (松本清張短編全集3)                | 張込み 腹中の敵 菊枕 断碑 石の骨 父系の指 五十四万石の嘘 佐渡流人行                                     | 1964年 | カッパ・ノベルス 光文社文庫 新潮文庫など                                                   | 小説新潮 1955.12他                                                            | |
| 殺意 (松本清張短編全集4)                  | 殺意 白い闇 蓆 箱根心中 疵 通訳 柳生一族 笛壺                                                           | 1964年 | カッパ・ノベルス 光文社文庫 新潮文庫 角川文庫など                                          | 面白倶楽部 1955.1新春増刊号 小説新潮 1956.4他                                 | 「疵」の旧題「きず」 |
| 声 (松本清張短編全集5)                    | 声 顔 恋情 栄落不測 尊厳 陰謀将軍                                                                       | 1964年 | カッパ・ノベルス 光文社文庫 新潮文庫 講談社文庫など                                        | 小説公園 1956.10・11他                                                        | |
| 絢爛たる流離                              | 土俗玩具 小町鼓 百済の草 走路 雨の二階 夕日の城 灯 切符 代筆 安全率 陰影 消滅                           | 1964年 | 中央公論社 文春文庫 松本清張小説セレクション 松本清張全集など                              | 婦人公論 1963.1 - 12                                                          | 連作形式 |
| 青春の彷徨 (松本清張短編全集6)            | 喪失 市長死す 青春の彷徨 弱味 ひとりの武将 捜査圏外の条件 地方紙を買う女 廃物 運慶                      | 1964年 | カッパ・ノベルス 光文社文庫 新潮文庫 講談社文庫など                                        | 週刊朝日別冊 1953.6他                                                         | |
| 鬼畜 (松本清張短編全集7)                  | なぜ「星図」が開いていたか 反射 破談異変 点 甲府在番 怖妻の棺 鬼畜                                      | 1964年 | カッパ・ノベルス 光文社文庫 新潮文庫 講談社文庫など                                        | 別册文藝春秋 1957.4他                                                         | |
| 陸行水行 -別冊黒い画集2                   | 形 陸行水行 寝敷き 断線                                                                                 | 1964年 | ポケット文春 文春文庫 新潮文庫 松本清張全集など                                            | 週刊文春 1963.10.20 - 1964.4.20                                               | 「形」は「別冊黒い画集」第4話 「陸行水行」は「別冊黒い画集」第5話 「断線」は「別冊黒い画集」第6話 「寝敷き」は「別冊黒い画集」第7話                      |
| 遠くからの声 (松本清張短編全集8)          | 遠くからの声 カルネアデスの舟板 一年半待て 恐喝者 左の腕 いびき 写楽 秀頼走路                           | 1964年 | カッパ・ノベルス 光文社文庫 講談社文庫 新潮文庫など                                        | 新女苑 1957.5他                                                               | |
| 誤差 (松本清張短編全集9)                  | 誤差 装飾評伝 氷雨 紙の牙 発作 真贋の森 千利休                                                          | 1964年 | カッパ・ノベルス 光文社文庫 新潮文庫 角川文庫など                                          | サンデー毎日特別号 1960.10他                                                  | |
| 空白の意匠 (松本清張短編全集10)           | 空白の意匠 潜在光景 剥製 厭戦 駅路 支払い過ぎた縁談 愛と空白の共謀 老春                                 | 1964年 | カッパ・ノベルス 光文社文庫 新潮文庫 角川文庫・講談社文庫など                              | 新潮 1959.4・5他                                                              | |
| 共犯者 (松本清張短編全集11)               | 共犯者 部分 小さな旅館 鴉 万葉翡翠 偶数 距離の女囚 典雅な姉弟                                           | 1965年 | カッパ・ノベルス 光文社文庫 新潮文庫 角川文庫など                                          | 小説中央公論 1960.7他                                                         | |
| ベイルート情報                            | 脊梁 晩景 軍部の妖怪 ベイルート情報                                                                     | 1966年 | ポケット文春 文春文庫 松本清張全集など                                                     | 別册文藝春秋 1965.6他                                                         | |
| 突風                                      | 突風 結婚式 金庫 黒い血の女 理由 「静雲閣」覚書 穴の中の護符                                            | 1966年 | 海燕社 中央公論社 中公文庫 松本清張全集など                                                | オール讀物 1959.10他                                                          | 表題作は「影の車」第8話 |
| 黒の様式                                  | 歯止め 犯罪広告 微笑の儀式                                                                              | 1967年 | カッパ・ノベルス 新潮文庫 松本清張小説セレクション 松本清張全集など                        | 週刊朝日 1967.1.6 - 6.30                                                      | 「黒の様式」第1話 - 第3話 |
| 統監                                      | 泥炭層 粗い網版 花衣 月 統監                                                                            | 1967年 | ポケット文春 松本清張全集など                                                              | 別冊文藝春秋 1966.3他                                                         | 「花衣」は後に「月光」と改題 |
| 死の枝                                    | 交通事故死亡1名 偽狂人の犯罪 家紋 史疑 年下の男 古本 ペルシアの測天儀 不法建築 入江の記憶 不在宴会 土偶 | 1967年 | 新潮小説文庫 新潮文庫 松本清張小説セレクション 松本清張全集など                            | 小説新潮 1967.2 - 12                                                          | 旧題「十二の紐」 |
| 弱気の虫                                  | 弱気の虫 二つの声                                                                                       | 1968年 | カッパ・ノベルス 文春文庫 光文社文庫 松本清張小説セレクション 松本清張全集など             | 週刊朝日 1967.7.7 - 1968.2.9                                                  | 「黒の様式」第4話・第5話 |
| 火と汐                                    | 火と汐 証言の森 種族同盟 山                                                                             | 1968年 | ポケット文春 文春文庫 松本清張小説セレクションなど                                         | オール讀物 1967.11他                                                          | |
| 内海の輪                                  | 内海の輪 死んだ馬                                                                                       | 1969年 | カッパ・ノベルス 角川文庫 光文社文庫 松本清張小説セレクション 松本清張全集など             | 週刊朝日 1968.2.16 - 10.25 小説宝石 1969.3                                    | 表題作は「黒の様式」第6話 表題作の旧題「霧笛の町」 |
| 分離の時間                                | 速力の告発 分離の時間                                                                                   | 1969年 | カッパ・ノベルス 新潮文庫 光文社文庫 松本清張小説セレクション 松本清張全集など             | 週刊朝日 1969.3.21 - 9.5                                                      | 「黒の図説」第1話・第2話 |
| 証明                                      | 証明 新開地の事件 密宗律仙教                                                                            | 1970年 | ポケット文春 文春文庫 松本清張全集など                                                     | オール讀物 1969.9他                                                           | |
| アムステルダム運河殺人事件                | アムステルダム運河殺人事件 セント・アンドリュースの事件                                                 | 1970年 | 朝日新聞社 角川文庫 カッパ・ノベルス 朝日文庫 光文社文庫 松本清張全集など                  | 週刊朝日 カラー別冊Ｉ1969.4                                                   | |
| 虚線の下絵                                | 与えられた生 虚線の下絵 通過する客 首相官邸                                                             | 1970年 | 文藝春秋 文春文庫など                                                                      | 別册文藝春秋 1968.6他                                                         | |
| 鷗外の婢                                  | 鷗外の婢 書道教授                                                                                       | 1970年 | カッパ・ノベルス 新潮文庫 光文社文庫 松本清張小説セレクション 松本清張全集など             | 週刊朝日 1969.9.12 - 1970.3.27                                                | 「黒の図説」第3話・第4話 |
| 生けるパスカル                            | 六畳の生涯 生けるパスカル                                                                               | 1971年 | カッパ・ノベルス 松本清張小説セレクション 光文社文庫 松本清張全集など                      | 週刊朝日 1970.4.3 - 7.10 1971.5.7 - 7.30                                      | 「黒の図説」第5話・第8話 |
| 表象詩人                                  | 表象詩人 山の骨                                                                                         | 1973年 | カッパ・ノベルス 光文社文庫 松本清張全集など                                               | 週刊朝日 1972.5.19 - 11.3                                                     | 「黒の図説」第10話・第11話 |
| 巨人の磯                                  | 巨人の磯 礼遇の資格 内なる線影 理外の理 東経139度線                                                     | 1973年 | 新潮社 新潮文庫 松本清張全集など                                                           | 小説新潮 1970.10、1971.9、 1972.2・9他                                        | |
| 火神被殺                                  | 火神被殺 奇妙な被告 葡萄唐草文様の刺繍 神の里事件 恩誼の紐                                              | 1973年 | 文藝春秋 文春文庫 松本清張全集など                                                         | オール讀物 1970.9・10、1971.1・8、1972.3                                      | 「葡萄唐草文様の刺繍」の旧題「葡萄草文様の刺繍」 |
| 高台の家                                  | 高台の家 獄衣のない女囚                                                                                 | 1976年 | 文藝春秋 カッパ・ノベルス 文春文庫 PHP文芸文庫 光文社文庫など                              | 週刊朝日 1972.11.10 - 12.29 週刊文春 1963.7.15 - 1963.10.14                   | 表題作は「黒の図説」第12話 「獄衣のない女囚」は「別冊黒い画集」第3話                                                                                     |
| 馬を売る女                                | 駆ける男 山峡の湯村 式場の微笑 馬を売る女                                                               | 1977年 | 文藝春秋 カッパ・ノベルス 文春文庫など                                                     | 日本経済新聞 1977.1.9 - 4.6 オール讀物 1973.1、1975.2・9                      | 表題作は「黒の線刻画」第3話 表題作の旧題「利」 |
| 水の肌                                    | 指 水の肌 留守宅の事件 小説 3億円事件 凝視                                                              | 1978年 | 新潮社 新潮文庫 松本清張全集など                                                           | 小説現代 1969.2、1971.1 週刊朝日 1975.12.5 - 12.12 週刊読売 1977.7.2 - 8.13他 | 表題作の旧題「沈下」 『留守宅の事件』により、第3回小説現代読者賞受賞 「凝視」の旧題「視線」                                                              |
| 隠花の飾り                                | 足袋 愛犬 北の火箭 見送って 誤訳 百円硬貨 お手玉 記念に 箱根初詣で 再春 遺墨                            | 1979年 | 新潮社 新潮文庫 松本清張小説セレクション 松本清張全集など                                  | 小説新潮 1978.1 - 1979.3                                                      | 旧題「清張短篇新集」 |
| 岸田劉生晩景                              | 骨壷の風景 女囚 筆写 鳥羽僧正 北斎 岸田劉生晩景                                                         | 1980年 | 新潮社 新潮文庫 角川文庫など                                                               | 新潮 1980.2 芸術新潮 1965.2 - 4他                                             | 「岸田劉生晩景」の旧題「劉生晩景」 |
| 疑惑                                      | 疑惑 不運な名前─藤田組贋札事件                                                                          | 1982年 | 文藝春秋 文春文庫 松本清張全集など                                                         | オール讀物 1981.2、1982.2                                                     | 表題作の旧題「昇る足音」 |
| 憎悪の依頼                                | 憎悪の依頼 美の虚像 すずらん 女囚 文字のない初登攀 絵はがきの少女 大臣の恋 金環食 流れの中に 壁の青草   | 1982年 | 新潮文庫 講談社文庫など                                                                    | 週刊新潮 1957.4.1他                                                           | 「すずらん」の旧題「六月の北海道」 「女囚」の旧題「尊属」 「流れの中に」の旧題「流れ」 「壁の青草」の旧題「少年受刑者」                                  |
| 延命の負債                                | 延命の負債 ひとり旅 いきものの殻 津ノ国屋 子連れ 余生の幅 三味線 (他計12編)                             | 1987年 | 角川文庫など                                                                               | 小説新潮 1977.9他                                                             | |
| 失踪の果て                                | 失踪の果て 額と歯 やさしい地方 繁昌するメス 春田氏の講演 速記録                                         | 1987年 | 角川文庫 カッパ・ノベルスなど                                                              | 週刊スリラー 1959.5.1 - 5.29他                                                | 表題作の旧題「生年月日」 |
| 草の径                                    | 老公 モーツァルトの伯楽 死者の網膜犯人像 ネッカー川の影 『隠り人』日記抄 呪術の渦巻文様 夜が怕い        | 1991年 | 文藝春秋 文春文庫 松本清張全集など                                                         | 文藝春秋 1990.1 - 1991.2                                                      | 生前最後の短編集 「死者の網膜犯人像」の旧題「死者の眼の犯人像」 「呪術の渦巻文様」の旧題「無限の渦巻文様」                                               |
| 松本清張傑作総集Ⅱ                         | 紙碑 泥炭地 (他計26編)                                                                                  | 1993年 | 新潮社                                                                                     | 小説新潮 1987.5他                                                             | |
| 失踪                                      | 草 失踪 二冊の同じ本 詩と電話                                                                           | 2005年 | 双葉文庫 松本清張全集など                                                                  | オール讀物 1956.8他                                                           | 表題作は「黒い画集」第4話 |
| 断崖                                      | 濁った陽 断崖 よごれた虹 粗い網版 骨折                                                                  | 2005年 | 双葉文庫 カッパ・ノベルスなど                                                              | 小説現代 1988.1他                                                             | |
| 途上                                      | 紙碑 途上 老十九年の推歩 夏島 信号                                                                      | 2006年 | 双葉文庫 松本清張全集など                                                                  | 小説新潮 1987.5 文藝春秋 1984.2・4・6他                                       | 「信号」「老十九年の推歩」は 「松本清張短篇小説館」第3話・第4話                                                                                          |
| 月光                                      | 河西電気出張所 月光 統監 背広服の変死者                                                                 | 2006年 | 双葉文庫 松本清張全集など                                                                  | 文學界 1956.7 別册文藝春秋 1966.6他                                           | 「月光」の旧題「花衣」 |
| 任務                                      | 任務 危険な広告 筆記原稿 鮎返り 女に憑かれた男 悲運の落手 秘壺 電筆 特派員 雑草の実                     | 2022年 | 中央公論新社                                                                               | 文學界 1955.12 小説春秋 1956.6他                                              | 「鮎返り」の別題「渓流」 |
| 閉じた海                                  | 閉じた海 よごれた虹 雨 (他対談・座談・エッセイ・インタビュー)                                           | 2024年 | 中央公論新社                                                                               | 文藝春秋臨時増刊 松本清張の世界 1973.11他                                     | |

### 歴史小説・時代小説・伝奇小説（長編）
| 書籍タイトル     | 書籍化    | 出版社・出版形態                                                                     | 連載媒体                                      | その他備考                                                      |
| 徳川家康         | 1955年    | 大日本雄辯會講談社 角川文庫 火の鳥伝記文庫など                                       | -                                             | 「世界伝記全集19」として書き下ろし刊行                          |
| 信玄軍記         | 1956年    | 河出新書 六興出版部 河出文庫など                                                     | 小説春秋 1956.3 - 5                           | 「武田信玄」の大幅改稿版                                        |
| 野盗伝奇         | 1957年    | 光風社 角川文庫 中公文庫など                                                         | 西日本スポーツ 1956.5.17 - 9.9 他             |                                                                 |
| 決戦川中島       | 1957年    | 大日本雄辯會講談社 青い鳥文庫など                                                    | 中学コース 1955.5 - 1956.4                    | 連載時の題「武田信玄」 「少年少女日本歴史小説全集12」として刊行 |
| かげろう絵図     | 1959年    | 新潮社 新潮文庫 文春文庫 松本清張全集など                                            | 東京新聞（夕刊） 1958.5.17 - 1959.10.20       |                                                                 |
| 火の縄           | 1963年    | 講談社 講談社文庫 松本清張小説セレクション 松本清張全集など                          | 週刊現代 1959.5.27 - 12.27                    | 旧題「雲を呼ぶ」                                                |
| 天保図録         | 1964年    | 朝日新聞社 カッパ・ノベルス 角川文庫 講談社文庫 朝日文庫 春陽堂文庫 松本清張全集など | 週刊朝日 1962.4.13 - 1964.12.25               |                                                                 |
| 逃亡             | 1966年    | カッパ・ノベルス 光文社文庫 松本清張全集など                                         | 信濃毎日新聞（夕刊） 1964.5.16 - 1965.5.17    | 連載時の題「江戸秘紋」                                          |
| 小説東京帝国大学 | 1969年    | 新潮社 新潮文庫 ちくま文庫 松本清張全集など                                          | サンデー毎日 1965.6.27 - 1966.10.23           | 連載時の題「小説東京大学」                                      |
| 象徴の設計       | 1976年    | 文藝春秋 文春文庫 松本清張全集など                                                   | 文藝 1962.3 - 1963.6                          |                                                                 |
| 西海道談綺       | 1976-77年 | 文藝春秋 文春文庫 松本清張全集など                                                   | 週刊文春 1971.5.17 - 1976.5.6                 |                                                                 |
| 眩人             | 1980年    | 中央公論社 中公文庫 松本清張小説セレクション 松本清張全集など                        | 中央公論 1977.2 - 1980.9                      |                                                                 |
| 鬼火の町         | 1984年    | 文藝春秋 文春文庫 光文社文庫など                                                     | 潮 1965.8 - 1966.11                           |                                                                 |
| 乱灯江戸影絵     | 1985年    | 角川書店 角川文庫 松本清張全集など                                                   | 朝日新聞（夕刊） 1963.3.21 - 1964.4.29        |                                                                 |
| 異変街道         | 1986年    | 講談社ノベルス 講談社文庫 光文社文庫など                                             | 週刊現代 1960.10.23 - 1961.12.24              |                                                                 |
| 信玄戦旗         | 1987年    | 角川書店 角川文庫など                                                                | -                                             | 「信玄軍記」の再改稿版                                          |
| 山中鹿之助       | 2015年    | 小学館                                                                               | 中学生の友3年 1957.4 - 12 高校進学 1958.1 - 3 |                                                                 |

### 歴史小説・時代小説・伝奇小説（短編小説集）
- 歴史・時代・伝奇小説以外の作品が混在している短編集はこのリストに含めていない。
- 現在市販されている短編集は、最初の書籍化当時とは異なる組み合わせで編集されたものが多い。個々作品集の収録作には重複等があることを留意されたい。
- 1957年までのデータは特に山前譲 「『点と線』以前の初期単行本」（『松本清張研究』Vol2（砂書房）に収録）に拠った。

| 書籍タイトル     | 収録作品 | 書籍化 | 出版社・出版形態                                                                      | 連載媒体                                                                        | その他備考                                                                                                 |
| 奥羽の二人       | 転変 奥羽の二人 三位入道 湖畔の人 忠節 贋札つくり 歴史小説寸感                                                                  | 1954年 | 和光社 講談社文庫など                                                                 | オール讀物 1953.5 別册文藝春秋 1953.12、1954.2・4 小説公園 1954.5 キング 1954.9 | 「三位入道」の旧題「行雲の果て」 「忠節」の別題「酒井の刃傷」 随筆「歴史小説寸感」を併載 清張2冊目の単行本 |
| 西郷札           | 西郷札 啾々吟 恋情 梟示抄 贋札つくり                                                                                            | 1955年 | タヌキ・ブックス （東京高山書院） 新潮文庫など                                        | 週刊朝日別冊 春季増刊号1951.3他                                                 | 「恋情」の旧題「孤情」                                                                                     |
| 戦国権謀         | 戦国権謀 三位入道 忠節 英雄愚心 転変 破談変異 二代の殉死                                                                        | 1956年 | 河出新書 講談社文庫など                                                               | 週刊朝日別冊 時代小説特集号1955.4 小説公園 1956.2他                             | |
| 乱世             | 山師 特技 腹中の敵 奥羽の二人 秀頼走路 廃物 奉公人組 戦国権謀                                                                   | 1956年 | 新潮社小説文庫 講談社文庫など                                                         | 別册文藝春秋 1955.6・12 新潮 1955.5 小説新潮 1955.8 別冊小説新潮 1956.1 他      | 「山師」の旧題「家康と山師」 「廃物」の旧題「三河物語」 作品集の表題は清張の考案                           |
| 柳生一族         | 面貌 権妻 噂始末 破談変異 二代の殉死 明治金沢事件 栄落不測 戦国謀略 柳生一族                                                    | 1956年 | 大日本雄辯會講談社 講談社文庫 光文社文庫など                                          | オール讀物 1953.9 小説公園 1955.5 キング 1955.5、1956.4 小説新潮 1955.10他      | 「噂始末」の旧題「上意討」 「明治金沢事件」の旧題「明治忠臣蔵譚」                                          |
| 佐渡流人行       | 佐渡流人行 陰謀将軍 いびき 通訳 ひとりの武将 不信 栄落不測                                                                      | 1957年 | 新潮社小説文庫 新潮文庫 講談社文庫など                                                | オール讀物 1956.6・10、1957.1 別册文藝春秋 1956.12 キング 1956.12他             | 「不信」の旧題「武将不信」                                                                                 |
| 大奥婦女記       | 乳母将軍 矢島の局の計算 京から来た女 予言僧 献妻 女と僧正と犬 元禄女合戦 転変 絵島・生島 ある寺社奉行の死 米の値段 天保の初もの | 1957年 | 講談社ロマン・ブックス 講談社文庫 松本清張全集など                                    | 新婦人 1955.10 - 1956.12                                                        | |
| 乱雲             | 乱雲 転変 三位入道 | 1958年 | 東方社 桃源社 中公文庫など                                                            | 地上1957.1 - 10他                                                               | |
| 小説日本芸譚     | 運慶 世阿弥 千利休 雪舟 古田織部 岩佐又兵衛 小堀遠州 光悦 写楽 止利仏師                                                         | 1958年 | 新潮社 新潮文庫 松本清張小説セレクション 松本清張全集など                             | 芸術新潮 1957.1 - 12                                                            | 連載時の題「日本藝譚」                                                                                     |
| 甲府在番         | 甲府在番 群疑 雀一羽 怖妻の棺 乱気 背伸び 西蓮寺の参詣人                                                                        | 1958年 | 筑摩書房 松本清張全集など                                                             | オール讀物 1957.5他                                                             | |
| 無宿人別帳       | 町の島帰り 海嘯 おのれの顔 逃亡 俺は知らない 夜の足音 流人騒ぎ 赤猫 左の腕 雨と川の音                                           | 1958年 | 新潮社 文春文庫 角川文庫 松本清張小説セレクション 松本清張全集など                    | オール讀物 1957.9 - 1958.8                                                      | |
| 刃傷             | 二すじの道 五十四万石の嘘 疵 白梅の香 蓆 酒井の刃傷 武士くずれ くるま宿                                                         | 1959年 | 東都書房 中公文庫など                                                                 | 講談倶楽部 1956.8他                                                             | |
| 彩色江戸切絵図   | 大黒屋 大山詣で 山椒魚 三人の留守居役 蔵の中 女義太夫                                                                           | 1965年 | 文藝春秋新社 松本清張小説セレクション 角川文庫 講談社文庫 光文社文庫 松本清張全集など | オール讀物 1964.1 - 12                                                          | |
| 私説・日本合戦譚 | 長篠合戦 姉川の戦 山崎の戦 川中島の戦 厳島の戦 九州征伐 島原の役 関ヶ原の戦 西南戦争                                            | 1966年 | 文藝春秋 文春文庫 松本清張全集など                                                    | オール讀物 1965.1 - 12                                                          | |
| 紅刷り江戸噂     | 七種粥 虎 突風 見世物師 術 役者絵                                                                                               | 1968年 | 講談社 講談社文庫 光文社文庫 松本清張全集など                                         | 小説現代 1967.1 - 12                                                            | |
| 奥羽の二人       | 背伸び 三位入道 細川幽斎 奥羽の二人 群疑 英雄愚心 転変 武将不信 脱出 葛                                                         | 1986年 | 講談社文庫 中公文庫 角川文庫など                                                      | キング 1957.10他                                                                | |
| 増上寺刃傷       | 願望 奉公人組 増上寺刃傷 乱気 雀一羽 疑惑 西蓮寺の参詣人 贋札つくり 明治金沢事件                                                | 1987年 | 講談社文庫 角川文庫 松本清張短編全集など                                              | 別冊小説新潮 1956.7他                                                           | |
| 軍師の境遇       | 軍師の境遇 逃亡者 板元画譜 | 1987年 | 角川文庫 河出文庫など                                                                 | 高校コース 1956.4 - 1957.3 別册文藝春秋 1961.12、1971.12                        | |

## 歴史論

### 古代史
| 書籍タイトル                        | 書籍化    | 出版社・出版形態                     | 連載媒体                       | その他備考 |
| 古代史疑                            | 1968年    | 中央公論社 中公文庫 松本清張全集など | 中央公論 1966.6 - 1967.3       | 「魏志倭人伝」をめぐる考察を中心とした邪馬台国論 |
| 遊古疑考                            | 1973年    | 新潮社 河出文庫                      | 芸術新潮 1971.1 - 1972.11      | 古墳・三角縁神獣鏡をめぐる考察を中心とした古墳時代論 旧題「遊史疑考」 |
| 古代探求 - 古事記・日本書紀を中心に | 1974年    | 松本清張全集 文藝春秋など            | 文學界 1971.1 - 1972.11        | 「古事記」・「日本書紀」をめぐる考察を中心とした古代神話論 旧題「古代への探求」の半分近くを加筆訂正、文藝春秋の単行本（1974.9）は全集版（1974.3）に更に大幅な加筆訂正を追加 |
| 清張通史                            | 1976-83年 | 講談社 講談社文庫など                | 東京新聞他 1976.1.1 - 1978.7.6 | 邪馬台国期から奈良時代までの古代史通史シリーズ、全6巻 講談社文庫版（1986.3 - 1989.6）は単行本版に大幅な加筆訂正を追加                                                       |
| 私説古風土記                        | 1977年    | 平凡社 松本清張全集など              | 太陽 1976.1 - 1977.8           | 現存する5つの「風土記」をめぐる考察 旧題「古風土記」 |
| 古代史私注                          | 1981年    | 講談社 講談社文庫など                | 本 1976.2 - 1980.12            | |
| 日本書紀をよむ - クラシックスと現代 | 1991年    | 岩波書店                             | -                              | |

### 江戸・明治 - 昭和史
| 書籍タイトル             | 書籍化    | 出版社・出版形態                           | 連載媒体                      | その他備考 |
| 日本の黒い霧             | 1960年    | 文藝春秋新社 文春文庫 松本清張全集など     | 文藝春秋 1960.1 - 12          | 日本ジャーナリスト会議賞受賞作 |
| 幕末の動乱               | 1961年    | 河出書房新社 河出文庫など                  | -                             | 「現代人の日本史17」として書き下ろし刊行 徳川吉宗・田沼意次・水野忠邦などを論じた通史 |
| 現代官僚論               | 1963-66年 | 文藝春秋新社 松本清張全集など              | 文藝春秋 1963.1 - 1965.11     | 日本ジャーナリスト会議賞受賞作 収録作『現代官僚論』『文部官僚論』『農林官僚論』『検察官僚論』 『通産官僚論』『旧内務官僚論』『建設官僚論』『警察官僚論』『内閣調査室論』 『防衛官僚論』『運輸官僚論』『大蔵官僚論』『外務官僚論』 |
| 昭和史発掘               | 1965-72年 | 文藝春秋新社 文春文庫 松本清張全集など     | 週刊文春 1964.7.6 - 1971.4.12 | 第18回菊池寛賞受賞作 |
| 火の虚舟                 | 1968年    | 文藝春秋 ちくま文庫 松本清張全集など       | 文藝春秋 1966.6 - 1967.8      | 講演体による中江兆民評伝 |
| ミステリーの系譜         | 1968年    | 新潮社 中公文庫 松本清張全集など           | 週刊読売 1967.8.11 - 1968.4.5 | 連載時は『闇に駆ける猟銃』『脱獄』『肉鍋を食う女』『二人の真犯人』『夏夜の連続殺人事件』 単行本ならびに中公文庫版には『闇に駆ける猟銃』『肉鍋を食う女』『二人の真犯人』のみ収録、『脱獄』『夏夜の連続殺人事件』は未収録           |
| 北一輝論                 | 1976年    | 講談社 ちくま文庫など                      | 世界 1973.1 - 7               | 北一輝の思想・人物をめぐる論考 旧題「北一輝における「君主制」」 |
| 二・二六事件 - 研究資料  | 1976年    | 文藝春秋                                   | -                             | 『昭和史発掘』以来の二・二六事件関連資料集成 編著 |
| 松本清張社会評論集       | 1976年    | 新日本出版社 講談社文庫など                | -                             | |
| 史観・宰相論             | 1980年    | 文藝春秋 ちくま文庫など                    | 文藝春秋 1980.8 - 12          | 大久保利通以降1980年に至る日本の宰相論 旧題「私観・宰相論」 |
| 二・二六事件             | 1986年    | 文藝春秋                                   | -                             | 全3巻 『昭和史発掘』の二・二六事件部分を再編集した単行本 |
| 二・二六事件 - 研究資料2 | 1986年    | 文藝春秋                                   | -                             | 文藝春秋の藤井康栄との共編 |
| 暗い血の旋舞             | 1987年    | 日本放送出版協会 文春文庫 松本清張全集など | -                             | NHK特集「ミツコ-二つの世紀末」との同時並行作品 |
| 二・二六事件 - 研究資料3 | 1993年    | 文藝春秋                                   | -                             | 文藝春秋の藤井康栄との共編 |

## 作家論・芸術家論
| 書籍タイトル              | 書籍化 | 出版社・出版形態                                            | 連載媒体                               | その他備考                                                                                        |
| 文豪                      | 1974年 | 文藝春秋 文春文庫 松本清張小説セレクション 松本清張全集など | 別册文藝春秋 1972.6・9 1973.3 - 1974.3 | 収録作『行者神髄』『葉花星宿』『正太夫の舌』 坪内逍遥・尾崎紅葉・斎藤緑雨に焦点をあてた評伝的連作 |
| 写楽の謎の「一解決」      | 1977年 | 講談社文庫など                                              | -                                      |                                                                                                   |
| 青木繁と坂本繁二郎 - 私論 | 1982年 | 新潮社など                                                  | 芸術新潮 1981.1 - 9                    | 洋画家青木繁と坂本繁二郎の関係を論じた評伝 旧題「青木繁と坂本繁二郎」                             |
| 形影 菊池寛と佐佐木茂索   | 1982年 | 文藝春秋 文春文庫 松本清張全集など                          | 文藝春秋 1982.2 - 5                    | 文藝春秋の菊池寛と佐佐木茂索の関係を論じた評伝                                                    |
| 岡倉天心 その内なる敵     | 1984年 | 新潮社 河出文庫など                                         | 芸術新潮 1982.2 - 5                    | 1985年『脱兎のごとく 岡倉天心』の題で NHKよりテレビドラマ化                                       |
| 両像・森鷗外              | 1994年 | 文藝春秋 文春文庫 松本清張全集など                          | 文藝春秋 1985.5 - 10・12               | 森鷗外の人物をめぐる評伝 「松本清張短篇小説館」第5話 旧題「二醫官傅」                             |

## 随筆・エッセイ・紀行など
- 随筆 黒い手帖 （1961年、中央公論社、2005年、中公文庫）
- 紀行 今日の風土記（1966-1969年、光文社、1984-1985年、光文社文庫）　※樋口清之との共著
  - 「京都の旅（1）」「奈良の旅」「東京の旅」「京都の旅（2）」「鎌倉（箱根・伊豆）の旅」「南紀（伊勢志摩）の旅」
- ハノイで見たこと－北ベトナム報告と日記 （1968年、朝日新聞社）
  - 「ハノイからの報告」「ハノイ日記」「ハノイに入るまで」
- 邪馬台国の謎を探る （1972年、平凡社）
- 日本史謎と鍵 （1976年、平凡社）
- ペルセポリスから飛鳥へ （1979年、日本放送出版協会）
- 作家の手帖（1981年、文藝春秋）
- 清張歴史遊記 （1982年、日本放送出版協会）　
  - NHK教育テレビやNHKラジオ第1放送での出演記録・各地での講演記録が中心。
- 小説と古史への旅 （1983年、日本放送出版協会）　※講演集
- 松本清張カメラ紀行 （1983年、新潮社）
- 密教の水源をみる 空海・中国・インド （1984年、講談社、1994年、講談社文庫）
- 清張日記 （1984年、日本放送出版協会、1989年、朝日文庫）
  - 『週刊朝日』1982.9.17 - 1984.4.20掲載（月1回の連載）、朝日文庫版後半には『図書』1985.1 - 7・9に「古史眼烟」の題で掲載されたエッセイを併収
- 過ぎゆく日暦 （1990年、新潮社、1993年、新潮文庫）
- 名札のない荷物 （1992年、新潮社、1994年、新潮文庫）
  - 「怨霊のなぐさめ」「天正十年のマクベス」「「兵隊王」の丘から」「立ち止まる賢人」「日記メモ1968・2」「日記メモ1968・3」「南半球の倒三角」「人類共通の敵エイズを考える」
- グルノーブルの吹奏 （1992年、新日本出版社）
  - 「調べ推理する楽しみ」「倫敦犯罪古書」「日本最古の暗号文学」「「史料」と「西域探検」」「未完短篇小説集」「フリーメーソンP2マフィア迷走記-ヨーロッパ取材記-」「グルノーブルの吹奏」「江戸川乱歩論」「いまだ見ぬ花-ぼくのマドンナ」「葉脈探究の人-木村毅氏と私」他計17編
- 吉野ケ里と邪馬台国-清張 古代游記 （1993年、日本放送出版協会）
- 松本清張写真集 （1994年、エス・エヌ企画）※私家版
- 実感的人生論 （2004年、中公文庫）
  - 「学歴の克服」「実感的人生論」「暑い国のスケッチ」「灰色の皺」他計19編
- 松本清張推理評論集 1957-1988 （2022年、中央公論新社）
  - 「推理小説のヒント」「一人の芭蕉」「偉大なる作家江戸川乱歩」「木々先生のこと」「半七とホームズ」「メグレ文学散歩」「新しい推理小説 - 生まれよ本格派」「新本格推理小説全集に寄せて」「推理小説の凝集を」「コーヒーと推理小説と古代史と」「<面白さ>の発見 - 推理小説と実生活」他計38編
- 歴史をうがつ眼 （2022年、中央公論新社）
  - 「思考と提出 - 私を語る」「日本の文化」「日本の歴史と日本人（司馬遼太郎との対談）」「歴史をうがつ眼（青木和夫との対談）」

## 対談集
- 古代史の謎-松本清張対談 （1974年、青木書店）　※井上光貞・和歌森太郎らと
- 続・古代史の謎-松本清張対談 （1976年、青木書店）　※上田正昭・藤間生大らと
- 文学と社会-松本清張対談集 （1977年、新日本出版社）
  - 「新聞の現状をどう変えるか（加藤周一と）」「文学五十年、この孤独な歩み（大佛次郎と）」他計13編。
- 発想の原点-松本清張対談集 （1977年、双葉社、2006年、双葉文庫）
  - 「清張ミステリーの奥義を探る（佐野洋と）」「清張ドキュメンタリーの燃える源泉を探る（五木寛之と）」「清張作品の魅力（井上ひさしと）」「作家はひとり荒野をゆく（筒井康隆と）」
  - 『小説推理』1976.6 - 1977.3の間断続的に掲載・『カッパまがじん』1977.1掲載
- 謎の源流-松本清張・古代史新考問答 （1981年、角川書店）　※『野性時代』1980.5 - 11の間断続的に掲載
  - 「飛鳥への道（伊藤義教と）」「壮大なる源流（杉山二郎と）」「躍動する東夷伝（江上波夫と）」「揺籃の世紀（直木孝次郎・門脇禎二と）」「「古事記」の謎（神田秀夫と）」
- 日本史七つの謎 （1992年、講談社、1996年、講談社文庫）
  - 「「古代史のナゾ」を解く（門脇禎二・佐原真と）」他21名の小説家・学者による対談集。
- 松本清張の日本史探訪 （1999年、角川文庫）
  - ヤマタイ国・聖徳太子・壬申の乱・大仏開眼・運慶・細川幽斎・本能寺の変・豊臣秀吉・佐渡金山・大岡越前守・田沼意次・伊能忠敬・水野忠邦
  - 1970年 - 1978年にNHKで放送された「日本史探訪」「新日本史探訪」、『野性時代』掲載の「古代史探訪」を基にした再編集。海音寺潮五郎・梅原猛他とのトーク集。
- 対談 昭和史発掘 （2009年、文春新書）　
  - 文庫化に際し『昭和史発掘 特別篇』（2019年、文春学藝ライブラリー）と改題。
  - 『文藝春秋』1975.1掲載、城山三郎・五味川純平・鶴見俊輔と
  - 『昭和史発掘』未収録の「政治の妖雲・穏田の行者」「「お鯉」事件」を併載。

## 共著・編著・監修など
- 明治百年100大事件 （1968年、三一書房、監修）
- 邪馬台国の常識 （1974年、毎日新聞社、編著）
- 邪馬台国99の謎-どこに在り、なぜ消えたのか （1975年、産報、編著）
- シンポジウム邪馬台国 -流動する東アジアの中で （1976年、角川書店、共著）
- 市民講座・日本古代文化入門 （1976年、読売新聞社、江上波夫との共編）
- 疑獄100年史 （1977年、読売新聞社、編著）
- 私のシルクロード （1977年、朝日新聞社、共著）
- わが体験 止まった走馬燈 （1978年、1994年、潮出版社、開高健らとの共著）
  - 1970年 - 1972年の「潮」誌上「わが体験」を編集。1994年版は「わが体験 人生こぼれ話」。
- わが人生観 私のものの見方考え方 （1978年、大和出版）
  - 「舞台再訪-「点と線」」他計18編。
- 私の好きな日本人 （1979年、PHP研究所、共著）
- 日本史の中の女性 - 卑弥呼から唐人お吉まで （1979年、毎日新聞社、共著）
- 論争邪馬台国 （1980年、平凡社、共著）
- 国家成立の謎 （1980年、平凡社、共著）
- 正倉院への道 （1981年、日本放送出版協会、編著）
- 疑惑戦線-松本清張スーパー・ドキュメントブック （1982年、工作舎、共著）
- 銅鐸と女王国の時代（1983年、日本放送出版協会、編著）
- 銅剣・銅鐸・銅矛と出雲王国の時代 （1986年、日本放送出版協会、編著）
- 古代出雲・荒神谷の謎に挑む （1987年、角川書店、編著）
- 松本清張のケルト紀行 （2000年、佐原真との共著、日本放送出版協会編）

## 単行本・全集未所収

### 小説
- いたち党　※『朝日新聞ジュニア版』1957.3.14 - 9.5掲載
- 甃　※『女性自身』1964.6.15 - 12.21掲載→未完中絶
- 狩猟　※『オール讀物』1966.1 - 1967.1掲載
- 石　※『小説宝石』1969.12 - 1970.5掲載→未完中絶
- トンニャット・ホテルの客　※『野性時代』1974.5・6・8掲載→未完中絶、2012.3作品再掲（付録）
- 白い影　※『ミセス』1981.6 - 1984.3掲載→未完中絶
- 江戸綺談 甲州霊嶽党　※『週刊新潮』1992.1.2・9新年特大号 - 5.14掲載→病気のため休載
  - 週刊新潮誌上で1992.9.3遺稿発表、『小説新潮』2009.12作品再掲
  - 『神々の乱心』とともに絶筆・未完

### 戯曲
- いびき地獄　※『文學界』1957.12掲載
  - 劇団民藝が上演。1958年に日本テレビで放送
- 鬼三味線　
  - 1963年7月東宝劇団が上演。
- 誘殺　
  - 1963年11月東宝劇団が上演、フジテレビで放送
- 細川の茶碗　
  - 1964年12月前進座が上演。
- 日本改造法案-北一輝の死　※『群像』1972.5掲載
  - 村山知義演出で劇団民藝が上演

### その他
- 松本清張対談　※『文藝春秋』1968.1 - 12掲載
  - 東久邇稔彦・池田大作・大森実・美濃部亮吉・大佛次郎・林武・橋本実斐・江上波夫・中山恒明・桑原武夫・松下幸之助と
- 翻訳　クレア・タシジアン『北京原人失踪』講談社　1979
- 他に短編、歴史論、エッセイ、対談、インタビュー記事等多数